# Eldsjön (Fors socken, Jämtland)
Eldsjön är en sjö i Ragunda kommun i Jämtland och ingår i Indalsälvens huvudavrinningsområde. Sjön har en area på 0,308 kvadratkilometer och ligger 273 meter över havet. Sjön avvattnas av vattendraget Järån (Sörån).

## Delavrinningsområde
Eldsjön ingår i det delavrinningsområde (699673-153678) som SMHI kallar för Utloppet av Eldsjön. Medelhöjden är 290 meter över havet och ytan är 1,18 kvadratkilometer. Det finns ett avrinningsområde uppströms, och räknas det in blir den ackumulerade arean 26,31 kvadratkilometer. Järån (Sörån) som avvattnar avrinningsområdet har biflödesordning 2, vilket innebär att vattnet flödar genom totalt 2 vattendrag innan det når havet efter 106 kilometer. Avrinningsområdet består mestadels av skog (67 procent). Avrinningsområdet har 0,3 kvadratkilometer vattenytor vilket ger det en sjöprocent på 25,7 procent.